# Verrijzeniskerk in Sokolniki
De Kerk van de Wederopstanding in Sokolniki (Russisch: церковь Воскресения в Сокольниках), ook Kedrovskaija Kerk genoemd, is een Russisch-orthodoxe Kerk in het noordoostelijke deel van Moskou, gelegen in het district Sokolniki.
De kerk werd in de Russische art-nouveau stijl gebouwd in de jaren 1909-1913. Het ontwerp is van de architect P.A. Tolstoj.
Het bijzondere aan de kerk is dat de kerk niet alleen ongeschonden de Sovjet-Unie overleefde, maar dat de kerk er ook in slaagde om gedurende de gehele periode van onderdrukking open te blijven voor de orthodoxe geloofsgemeenschap. Dit ondanks het feit dat de autoriteiten de kerk niet als een monument erkende. De kerk bezit daarom zeer veel relikwieën of voorwerpen uit andere gesloten of vernietigde kerken. Een van de belangrijkste relieken is het wonderdoende icoon van de Heilige Moeder Gods, afkomstig uit het in 1937 gesloopte Passieklooster.
In de jaren 1940-1970 hield de Russisch-orthodoxe kerk in deze kerk de synode.